# Oxford University Press
La Oxford University Press è una casa editrice britannica di proprietà dell'Università di Oxford. È la più grande casa editrice universitaria al mondo con sedi distaccate in vari paesi tra i quali India, Pakistan, Canada, Australia, Nuova Zelanda, Malaysia e Stati Uniti, producendo annualmente circa 6000 tra riviste e libri e dando impiego ad almeno 6000 persone. Come parte di un ente universitario, la OUP dipende economicamente dai finanziamenti della Oxford University e dall'impegno di quest'ultima a favore dell'eccellenza delle sue pubblicazioni.

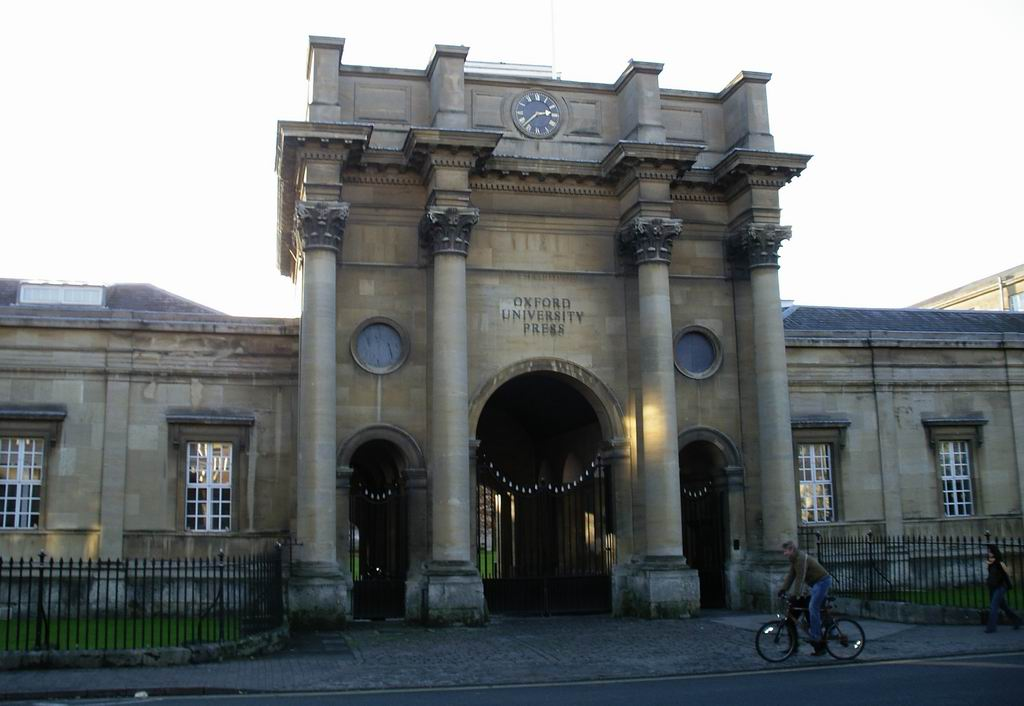
La sede della OUP in Walton Street (Oxford).

La casa editrice è strutturata come un dipartimento dell'Università di Oxford ed è gestita da un gruppo di 15 accademici, chiamati Delegates of the Press, nominati dal vicepreside dell'università. Questi accademici fanno capo alla Segreteria per i Delegati (Secretary to the Delegates). Il sistema di controllo delle pubblicazioni è lo stesso dal XVII secolo.
La storia della casa editrice legata alla prestigiosa università affonda le radici molto lontano nei secoli. Le prime pubblicazioni esplicitamente legate all'università risalgono al 1480 ed erano principalmente bibbie, libri di preghiere e saggi accademici. Tuttavia, la nascita della vera e propria casa editrice è legata a quell'ambizioso progetto del XIX secolo che fu l'Oxford English Dictionary. Dall'iniziale coinvolgimento dell'università nacque l'idea di fondare una casa editrice stabile che venisse incontro ai crescenti costi per le pubblicazioni.
Da quell'iniziale progetto, l'OUP si è evoluta in maniera considerevole cominciando a pubblicare anche libri per bambini, testi scolastici, spartiti, riviste accademiche e importanti serie di libri come la World's Classics series e l'English Language Teaching. L'ingresso nel mercato librario internazionale ha portato l'OUP all'apertura di filiali anche fuori dal Regno Unito, iniziando da New York nel 1896. Più tardi, con l'avvento delle moderne tecnologie informatiche e con le sempre più difficili condizioni del commercio, la sede di Oxford fu chiusa nel 1989 e la sua fabbrica a Wolvercote fu demolita nel 2004. Oggi, a Oxford, in Great Clarendon Street si trova il museo relativo alla casa editrice che oltre a mostrare la storia di questa introduzione, spiega anche la storia editoriale di Alice nel paese delle meraviglie, dell'Oxford English Dictionary e dell'Annuario di Oxford.
Dal punto di vista finanziario, la casa editrice è esentasse, per quanto riguarda gli introiti, in molte delle nazioni in cui è presente e in particolare dal 1972 in USA e dal 1978 in Inghilterra. Come azienda, però, può essere soggetta a tasse sui suoi prodotti. Attualmente, inoltre, almeno il 30% del ricavato dalla vendita dei suoi prodotti, e comunque non meno di 12 milioni di sterline l'anno, è versato per statuto a favore dell'università da cui dipende.
Tutti i volumi pubblicati dalla OUP hanno un International Standard Book Number che inizia da 0-19. Per un accordo interno, la scelta del numero iniziale nel codice ISBN riflette una particolare divisione. Ad esempio, iniziano con 3 tutte le pubblicazioni inerenti alla musica, con 8 tutte le pubblicazioni con l'etichetta Clarendon Press.

## Storia

### Gli inizi

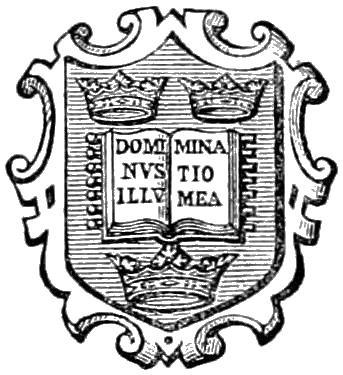
Primo logo della casa editrice

Il primo tipografo chiamato a collaborare con la Oxford University fu Theoderic Rood, un compagno d'affari di William Caxton che sembra aver portato con sé da Colonia i primi macchinari in legno necessari per aprire una casa editrice. Rood iniziò a lavorare a Oxford tra il 1480 e il 1483. Il primo libro fatto stampare dall'università è, tuttavia, più vecchio di qualche anno (1478) e sembra essere stato Expositio in symbolum apostolorum di Tirannio Rufino che però fu commissionato ad un altro editore della cittadina universitaria. Il primo lavoro di Rood, invece, fu il Compendium totius grammaticae di John Ankywyll. Quest'opera non fu importante solo per essere stato il primo prodotto della neonata casa editrice ma anche perché introdusse a Oxford un nuovo metodo per insegnare la grammatica latina.
Dopo l'esperienza di Rood, le attività dell'università connesse alla pubblicazione furono molto poche e sporadiche per molto tempo. Abbiamo notizia e resti di pochissimi libri di quel periodo e fino al 1580 non ci sono pubblicazioni che recano il marchio di Oxford. Dal XVI secolo iniziò la ripresa delle attività collegate alla casa editrice, forse ad imitazione dell'università di Cambridge che aveva ottenuto la licenza per la sua propria casa editrice nel 1534. Il permesso, nel caso dell'OUP, fu concesso da Elisabetta I d'Inghilterra. all'allora preside dell'università, il conte di Leicester sir Robert Dudley nel 1586 stando alle fonti ufficiali.

### XVII secolo

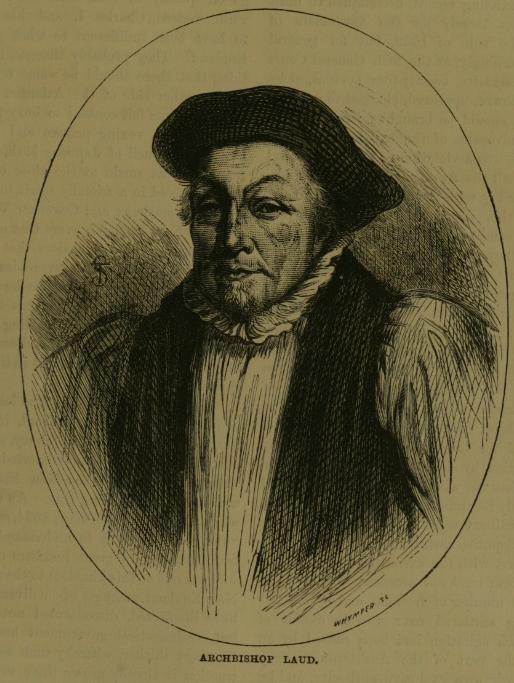
L'arcivescovo William Laud

Il preside di Oxford, l'arcivescovo William Laud, consolidò lo status legale della casa editrice universitaria negli anni trenta del XVII secolo. Il sogno di Laud era di creare una casa solida editrice di importanza mondiale. L'università avrebbe dovuto possedere i diritti legali sulla casa editrice, governarne le scelte aziendali, assumere gli impiegati e beneficiare degli introiti. A questo scopo, il preside, fece pressioni a Carlo I d'Inghilterra affinché la OUP potesse ottenere quei diritti legali necessari per competere sul mercato, peraltro già dominato da altre grandi case editrici quali la Stationers' Company e la Casa Editrice Reale (King's Printer). Questi diritti, insieme ad altri riguardanti l'università confluirono, poi, nella Great Charter (la Carta Magna) di Oxford del 1636. La creazione di una nuova casa editrice provocò non poco allarmismo tra le altre aziende del settore. La Stationers' Company, ad esempio, si impegnò a concordare con la OUP una Convenzione di controllo (Covenant of Forbearance). La Convenzione prevedeva che la Stationers pagasse una certa somma annua all'università, affinché quest'ultima non monopolizzasse il mercato librario esercitando i suoi pieni diritti di pubblicazione. Oxford accettò queste condizioni inizialmente e usò le donazioni della Stationers per equipaggiarsi con nuovi macchinari e modernizzare le tecniche di produzione di libri.
William Laud, inoltre, non si dimostrò un ottimo manager aziendale solo dal punto di vista dei rapporti con la concorrenza e con la corte reale. A Laud si deve, infatti, anche un'efficace riorganizzazione interna della casa editrice; consolidò l'istituzione del gruppo dei quindici delegati, tuttora esistente, e creò una nuova figura chiamata Architypographus. Questi doveva essere una figura di fiducia del rettore che si sarebbe dovuto occupare della supervisione di tutte le fasi di una pubblicazione. La casa editrice, così organizzata, era a questo stadio, più un ideale che un'effettiva realtà lavorativa e fino al XVIII secolo pubblico solo piccoli lavori.
I piani del rettore Laud dovettero, inoltre, sopportare dure prove. Laud fu attaccato sia dal punto di vista personale che per motivi politici e, nel 1645, venne impiccato per essere stato coinvolto in una congiura durante la guerra civile. In questo periodo, Oxford ebbe il ruolo di roccaforte dei sostenitori del re e la OUP divenne il mezzo con cui vennero diffusi molti sermoni e pamphlet politici. Va, tuttavia, segnalato che la OUP produsse in questo secolo anche eccellenti pubblicazioni accademiche, opera di insigni orientalisti e matematici tra cui i testi di Edward Pococke. Bisognerà però attendere il ritorno della monarchia nel 1660, affinché la casa editrice potesse funzionare a pieno regime sul modello pensato dal rettore Laud.
La OUP si consolidò definitivamente grazie all'impegno del vicepreside John Fell, decano di Christ Church e vescovo di Oxford oltre che direttore della Segreteria per i delegati. Fell 

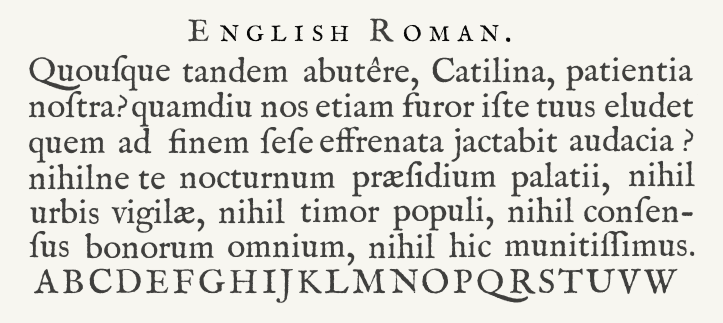
Un esempio dei Fell Types

considerò William Laud come un martire e profuso molte energie a che la OUP potesse ricominciare a funzionare a pieno regime e secondo quanto il suo predecessore aveva progettato. A Fell, ad esempio, si deve l'annullamento della Convention of Forbearance con la Stationers' Company, il che significò che Oxford non avrebbe mai più accettato pagamenti che ostacolassero la sua attività come casa editrice e poté iniziare ad espandersi. La sede della tipografia fu allestita nei locali del Sheldonian Theatre nel 1668. Questo locale divenne il primo negozio librario universitario di Oxford. In seguito, Fell acquistò dalla Repubblica dei Paesi Bassi anche una fonderia per produrre i caratteri mobili, i modelli e i punzoni necessari per una casa editrice che, nella sua visione, voleva essere indipendente. I caratteri qui prodotti saranno noti come Fell Types.
La fonderia e le conoscenze tecniche non furono l'unica cosa che Fell importò dai Paesi Bassi; a Oxford lo seguirono anche due esperti tipografi: Harman Harmanz e Peter Walpergen che da questo momento in poi si stabiliranno a Oxford segnando l'inizio della crescita della OUP.
Dopo la fine delle limitazioni derivanti dal contratto con la Stationers e l'arrivo a Oxford dei due tipografi, Fell si impegnò personalmente a riottenere per l'università e i suoi partner i pieni diritti di stampa che, in effetti, ottenne nel 1672 grazie alla collaborazione di altri rettori universitari quali Thomas Yate, direttore del Brasenose College e Leoline Jenkins, responsabile del Jesus College.
I piani di Fell erano sicuramente ambiziosi. Egli non si limitò a regolarizzare lo status legale della casa editrice e a cercare collaborazioni ma aumentò anche il numero di pubblicazioni, stampando, oltre a libri di carattere religioso e accademico, anche calendari (a partire dal 1674) conosciuti come "Almanacco di Oxford". Questo Almanacco è stato stampato senza interruzioni ogni anno dai tempi di Fell e continua a essere pubblicato ancora oggi.
Fell si occupò di redigere anche un primo programma formale delle pubblicazioni in cui la OUP si sarebbe cimentata. Tra le altre, comparivano nella lista anche una Bibbia in greco, la versione copta dei Vangeli e tutte le opere dei padri della chiesa oltre ad alcuni testi in arabo e siriaco. Non mancavano neanche i testi dei classici della filosofia, poesia, matematica e tutta una serie di opere dotte del medioevo occidentale e persino una "Storia degli insetti, migliore di tutte le altre già esistenti". Solo alcune di queste opere videro, tuttavia, la luce durante la vita di questo illuminato preside e la stessa Bibbia in greco rimase incompleta. Non mancarono le liti e le cause legali con i concorrenti, primo tra tutti la Stationers' Company che ostacolò la stampa di Bibbie temendo che la OUP guadagnasse troppa importanza nel campo editoriale. I contenziosi con la Stationers continuarono anche dopo la morte di Fell nel 1686.

### XVIII secolo
Thomas Yate e L. Jenkins morirono prima di Fell, lasciandogli il non facile compito di supervisionare le attività della casa editrice. Il supporto dell'università negli affari della OUP divenne a questo punto fondamentale, essendo venuti meno i due maggiori sostenitori. Un alleato importante di Fell fu, in quest'ultima fase della sua vita, il delegato alla stampa Henry Aldrich. Oggi Aldrich è ricordato soprattutto per il lavoro di abbellimento grafico delle pubblicazioni di Oxford. La fine del XVII secolo fu anche segnato dalle vicende legali con la Stationers che si risolsero nel 1691 con la cessione da parte della Stationers dei diritti di pubblicazione sulle opere accademiche, diritti che Oxford ancora non deteneva all'epoca. Questa cessione segnò l'inizio della crescente importanza a livello internazionale della OUP.
Nel 1713 Aldirch supervisionò lo spostamento della produzione nei locali di Clarendon. Questa sede fu dedicata al preside di Oxford, Edward Hyde, primo conte di Clarendon. I lavori furono finanziati dalla vendita del libro The History of the Rebellion and Civil Wars in England (1702) oltre che dai proventi della nuova bibbia stampata da John Baskett. Fino al 1830 la produzione fu divisa in due principali settori, corrispondenti a due ali dell'edificio che ospitava la stamperia. Una, denominata Bible Side, si occupava delle pubblicazioni religiose e l'altra, la Learned Side, si occupava delle pubblicazioni accademiche.
Generalmente, il XVIII secolo viene descritto come un periodo di stasi nell'espansione e nella crescita della OUP. Una delle cause fu sicuramente l'assenza di figure del calibro di Fell o di Laud, che profondessero le loro energie per migliorare la casa editrice. Anche dal punto di vista delle personalità che lavorarono a Oxford si segnalano pochi e isolati geni come Thomas Hearne e John Baskett, autore di una pregiata bibbia passata alla storia, tuttavia, solo per i suoi errori. L'edizione di Baskett è conosciuta come Vinegard Bible a causa del famoso errore nella traduzione del capitolo 20 del Vangelo di Luca. Altre edizioni di questo periodo sono le opere contemplative di Richard Allestree e il sesto volume delle opere di Shakespeare, edito da Thomas Hanmer nel 1743. Queste opere ottennero, però, poca diffusione. In un periodo come questo, in cui l'università doveva fronteggiare la crescente corruzione e decadenza come istituzione, le opere accademiche o letterarie ebbero poca risonanza e si puntò sul sicuro aumentando la produzione di bibbie e opere religiose.
Le sorti della OUP furono risollevate grazie al prodigo intervento di un delegato, sir William Blackstone. Blackstone rimase disgustato dal penoso stato in cui versava la casa editrice e pur inimicandosi il vicepreside Huddesford, Backstone si occupò di una revisione minuziosa dell'organizzazione e della struttura della OUP. In un primo tempo ottenne dai colleghi solo "gloomy and contemptuous silence" (un tetro e sdegnoso silenzio) o nel migliore dei casi "a languid indifference" (apatica indifferenza). Queste reazioni non fecero altro che far crescere l'impegno di Blackstone nell'imporre all'università il confronto con le proprie responsabilità. Uno degli esempi, conservatisi, della sua lotta per la casa editrice è una lunga lettera al vicepreside Huddesford e al suo successore, sir Thomas Randolph datata maggio 1757. Nello scritto, Blackstone descriveva la casa editrice come un'istituzione che "nel tempo ha smesso ogni impegno nel servizio dell'erudizione e che giace ora in una pigra ombra... in un nido di meccaniche imposizioni". Blackstone invocava impellenti riforme che dovevano essere varate dai delegati secondo quelli che erano i loro poteri e doveri nei confronti della casa editrice. Radolph non si dimostrò migliore del suo predecessore e ignorò completamente la lunga e accorata lettera di Blackstone e nulla cambiò fino a quando Blackstone non si decise a denunciare l'Università per essere venuta meno ai suoi obblighi. Nel 1760 Blackstone vinse la causa e l'università fu costretta ad accettare, senza obiezioni, tutte le riforme proposte nella stessa lettera che aveva tanto superficialmente ignorato.
Verso la fine del XVIII secolo entrò in vigore una prima rudimentale legge sul copyright, che minò gli affari della Stationers Company ma rese anche più difficile per la OUP trovare tipografi esperti che si occupassero delle nuove edizioni di bibbie in programma. Inoltre, la Guerra d'indipendenza americana privò Oxford del mercato librario oltreoceano che iniziò a organizzarsi in proprio. Si arrivò alla decisione, da parte del consiglio dei delegati alla stampa, di cedere una parte dei diritti di stampa e una parte delle attività a "tutti coloro che siano in condizione di assumersi la cura ma anche i rischi di gestione del commercio librario in mutuo vantaggio per sé stessi e per l'università". Furono divise 48 quote e l'università mantenne praticamente solo gli interessi di controllo. Lo smembramento della casa editrice in più sedi e più azionari non fu tuttavia un danno come si era immaginato. Poco tempo dopo le pubblicazioni erudite conobbero una rinascita con i lavori degli eruditi Jeremiah Markland e Peter Elmsley, così come nel primo XIX secolo le opere di molti studiosi europei, i maggiori tra i quali furono probabilmente August Immanuel Bekker e Karl Wilhelm Dindorf. Su consiglio del delegato alla stampa ed erudito grecista Thomas Gaisford, gli studiosi tedeschi prepararono alcune tra le più famose edizioni critiche dei classici greci antichi. In questo periodo, inoltre, viene assunto un'altra figura chiave per l'evoluzione della OUP: Joseph Parker che apre a Londra una filiale del negozio di libri di Oxford. Parker era anche uno di quei 48 azionisti che aveva acquistato una fetta delle azioni della casa editrice e il suo lavoro fu fondamentale per la diffusione delle pubblicazioni oxfordiensi.
Il successo che verso la fine del secolo la OUP conobbe rese necessario cercare locali più grandi del vecchio Clarendon building. Nel 1825 il consiglio dei delegati alla stampa acquistò i locali di Walton Street. Daniel Robertson e Edward Blore si occuparono del rinnovamento dei locali e dell'adattamento per ospitare la stamperia e cinque anni più tardi, nel 1830, la OUP si trasferì nella nuova sede. Ancora oggi, i locali di Walton Street ospitano la sede centrale dell'OUP.

### XIX secolo
Gli sviluppi del XVIII secolo avevano dato inizio ad un'era di enormi cambiamenti per la Oxford University Press. Basti pensare che nel 1830 era ancora un piccolo dipartimento affiliato alla Oxford University che produceva pochi e assolutamente non diffusi libri, per lo più studi accademici destinati a una cerchia di lettori ristretta e composta esclusivamente dal clero e dagli accademici britannici. Suitcliffe ha scritto che all'epoca era una "a society of shy hypochondriacs" (una società di timidi ipocondriaci). Non si producevano più di 10 titoli all'anno ed erano per la maggioranza bibbie o opere di dotti studiosi come il Liddell and Scott Greek-English Lexikon (1843) e stando ai documenti dell'epoca non traspare alcun impegno o voglia di espandere i propri traffici. La stessa innovazione della stampa facilitata dalla macchina a vapore fu vista come una "preoccupante deviazione" nei primi anni trenta.
In questo periodo, Thomas Combe si unì alla casa editrice diventandone il principale tipografo fino al 1872, anno della sua morte. Combe dimostrò di essere un uomo d'affari assai migliore di tutti gli altri suoi colleghi delegati anche se le sue capacità di innovatore furono destinate a fallire come nel caso del tentativo di introdurre l'uso di India paper, un tipo di carta particolarmente diffuso nelle stampe di Bibbie e che sarà in seguito uno dei segreti e dei motivi di vanto delle pubblicazioni di Oxford.. Nonostante questo, Combe riuscì a stringere un accordo per acquisire la fabbrica di carta di Wolvercote. Sovvenzionò, inoltre, l'università e la Chiesa di St. Barnabas a Oxford. Combe fu anche il primo sostenitore della confraternita dei Preraffaelliti dei quali acquisto numerose opere, tra le quali anche la "Luce del mondo" di William Holman Hunt. Tra i testi più famosi, opera di Combe, non si può non menzionare Alice's Adventures in Wonderland che però venne pubblicato a spese dell'autore Lewis Carroll nel 1865.
Toccherà a Bartholomew Price, nel 1850, di mettere su una nuova segreteria e una commissione reale per scuotere le sorti della OUP. Sotto la gestione di Price divenne editore ufficiale associato alla Oxford Press Alexander Macmillan che nel triennio 1863-1866 si dedicò alla creazione e pubblicazione di una serie di libri scolastici elementari a basso costo, probabilmente i primi libri scolastici editi con l'etichetta Clarendon imprint associata alla OUP. È questo anche il periodo in cui la casa editrice assunse la sua organizzazione attuale. Nel 1865 il consiglio dei delegati smise di essere perpetuo e si sviluppò un consiglio composto da 5 membri a vita e da 5 membri scelti a rotazione dal vicepreside a nome dell'università. La casa editrice, ora ricca e già avviata ad essere una delle più importanti sulla scena internazionale, ricomprò le azioni che aveva diviso tempo prima dato che molti degli azionisti originari erano morti o erano in pensione. La parte economica della gestione passò a un nuovo comitato appena creato, il Finance Committee (1867). Altre importanti novità e contributi alla cultura inglese si ebbero nello stesso periodo. Per dare un esempio, basterà citare il fatto che nel 1875 il consiglio dei Delegati approvò la collana dei "Sacred Books of the East" sotto la supervisione di Max Müller. La pubblicazione degli scritti religiosi indiani e non solo, portò una ventata di nuove idee e di nuovi campi di ricerca negli ambienti accademici e contribuì a diffondere il pensiero orientale per un pubblico più ampio che in passato.
Altri contratti, invece, furono scissi o non rinnovati come per esempio quello con il libraio londinese Parker, conclusosi nel 1863 o quello con Macmillan terminato nel 1880. Negli stessi anni, a Londra in Paternoster Row, la OUP ottenne un magazzino per il deposito delle bibbie già stampate e nel 1880 il direttore del magazzino, Henry Frowde ottenne il titolo formale di editore dell'università. Frowde era in realtà un venditore di libri, solo alcuni dei quali editi dalla OUP e questo suo incarico è rimasto un enigma per molti. Nel suo necronologio sulla rivista ufficiale di Oxford venne, infatti, scritto:
(The Clarendonian)
A dispetto di ciò, Frowde fu comunque una figura chiave per la crescita e la diffusione dell'OUP in quanto fu promotore di nuove collane di libri e presiedette la riedizione dell'edizione riveduta del Nuovo Testamento nel 1881 oltre a giocare un ruolo importante nella rappresentanza dell'azienda all'estero e in particolare a New York nel 1896.
Nel 1884 Price si ritirò dalla sua carica e i delegati riacquistarono le azioni dell'azienda che erano state cedute. A questo punto la casa editrice era nuovamente controllata per intero dall'università dopo il lungo periodo in cui le quote erano state divise anche con terzi. Oltre al controllo della casa editrice, ora l'Oxford University controllava anche la fabbrica della carta, i negozi di distribuzione, i mezzi di collegamento e i depositi. Il numero delle pubblicazioni annue era notevolmente incrementato grazie al lungimirante operato degli uomini che si erano susseguiti in questo secolo. L'OUP poteva ora vantare pubblicazioni davvero eccellenti e in alcuni casi addirittura di svolta in alcuni campi del sapere. È il caso del A Treatise on Electricity & Magnetism (1873) di Clerk Maxwell che sarà poi fondamentale per l'evoluzione delle teorie di Einstein. Price ebbe il merito di contribuire alla modernità della OUP senza tuttavia eliminare le tradizioni consolidate. Nel 1879 prese inizio l'attività di pubblicazione e il relativo enorme progetto del OED, l'Oxford English Dictionary con cui il processo di modernizzazione della casa editrice sarà completato.
Il progetto successivo, quello cioè di pubblicare il "New English Dictionary" fu, se possibile, un progetto ancora più ambizioso, oltre ad avere chiare spinte patriottiche. Dopo lunghe contrattazioni si arrivò a un contratto tra la Philological Society e James Murray e si pianificò il tutto. Il progetto avrebbe dovuto tenere occupati gli eruditi per almeno dieci anni e dovevano essere spese circa 9000 sterline inglesi. Le prime stampe del famoso dizionario apparvero nel 1884 ma per la prima edizione completa si dovette aspettare addirittura il 1928. Come si può immaginare sia i costi che i tempi erano stati largamente sottovalutati e alla fine il progetto fu completo solo dopo 50 anni e con una spesa di 375 000 sterline. Lo stesso Murray morì 13 anni prima dell'edizione definitiva.
Il segretario successivo, Philip Lyttelton Gell fu scelto dal vicepreside Benjamin Jowett nel 1884. Nonostante avesse studiato proprio qui a Oxford, nel Balliol College e avesse anche alle spalle delle esperienze nel campo editoriale, Gell non riuscì a comprendere il modo in cui si lavorava alla OUP. Molti delegati iniziarono a collaborare con lui nel tentativo di aiutarlo ma visto che gli sforzi fallivano l'uno dietro l'altro, nel 1897 si decise per il suo licenziamento. Nel periodo immediatamente seguente assunse le funzioni di guida Charles Cannan che era stato vicesegretario durante il mandato di Gell. Se possibile, Cannan si dimostrò ancora meno capace negli affari della casa editrice delegando quasi tutto ad altri. Era solito dire: "Gell was always here, but I cannot make out what he did" (Gell era sempre qui ma io non sono lui). In realtà Cannan era un acuto classicista ed erudito ed era stato messo a capo di un'azienda che era sì di successo per i parametri tradizionali ma che ora si stava muovendo su un terreno inesplorato di cui Cannan sapeva poco.
Dal canto suo, la vendita dei lavori squisitamente accademici e la ormai classica edizione della Bibbia non bastavano a coprire i crescenti costi che il progetto del dizionario stava comportando. Per cercare di far fronte a queste richieste, la OUP doveva trovare altri contributori ed aumentare le sue entrate. Cannan si adoperò soprattutto per questo e aggirando il disinteresse e le politiche ostili dell'università spostò la direzione centrale dell'azienda a Londra e recuperò il prezioso contributo di Frowde. Questo tentativo ebbe successo; in poco tempo Frowde riuscì a coinvolgere l'OUP anche nelle pubblicazioni di letteratura popolare diminuendo il numero di pubblicazioni scientifiche e assorbendo la World's Classics nel 1906. Nello stesso anno fondò una società per azioni con la Hodder & Stoughton (oggi assorbita dalla Hachette) per arricchire le pubblicazioni oxford anche di titoli del settore letteratura per bambini e letteratura medica. Cannan pensò anche a nominare qualcuno che potesse farsi garante e sovrintendere a questa collaborazione e a tal proposito fu scelto Humphrey S. Milford. Milford divenne l'editore ufficiale di Oxford quando Frowde andò in pensione nel 1913. I successi collezionati e la rinnovata fortuna economica della casa editrice fecero tornare Cannan a sperare nel completamento di un progetto così dispendioso come quello del dizionario. Ora la OUP aveva i fondi e le entrate necessarie per produrre tutti i libri che voleva e Cannan poté commentare:
Bisogna, a onor del vero, ammettere che causa di questo successo non furono solo gli sforzi di Cannan e Frowde o di Milford. Un ruolo importante lo ebbe anche l'efficienza con cui aveva ripreso a funzionare il negozio di libri, organo chiave nella diffusione delle pubblicazioni di Oxford. Horace Hart fu in questo periodo l'incaricato al controllo della stampa. Hart spese moltissime energie e tempo affinché le risorse di Oxford nel settore editoriale fossero aumentate e modernizzate. A lui si devono, ad esempio, le Hart's Rules, la prima guida scritta per i correttori di bozze di Oxford. Queste regole sono poi diventate uno standard a livello mondiale. Inoltre, suggerì l'idea di fondare un club di coordinamento presso Il Clarendon Institute. Quando quest'istituto era stato aperto nel 1891, la stamperia aveva già 540 impiegati disposti a iscriversi, inclusi gli apprendisti. Infine, Hart si occupò di catalogare i caratteri Fell types che erano stati inventati a Oxford ai tempi di Fell. Hart morì per malattia nel 1915 dopo aver letteralmente rivoluzionato e standardizzato tutti i settori d'attività della OUP e dopo averla trasformata da semplice editrice locale ad azienda d'importanza mondiale in continua crescita.

#### Conflitti con la Segreteria
Price tentò di modernizzare con il suo operato la struttura e il modus operandi della casa editrice ma incontrò spesso la resistenza e l'indifferenza di molti suoi collaboratori all'interno della stessa OUP. Nel 1883 decise di ritirarsi dal suo incarico, stremato e sconfortato dagli ostacoli incontrati. Benjamin Jowett era diventato vicepreside l'anno precedente. Jowett si dovette, quindi, porre subito il problema di trovare un successore per la carica lasciata vacante da Price. Scelse, come è stato già detto, Philip Lyttelton Gell, ex studente di Oxford ed erudito che stava acquistando crescente fama in quel periodo per il lavoro sulle pubblicazioni di Petter e Galpin. Gell non fu ben visto dai Delegati e lui stesso era una persona sempre scontenta del suo stesso lavoro. La proposta di Jowett di assumere l'incarico di responsabile per la casa editrice era un'offerta davvero allettante per Gell. Jowett, tuttavia, sapeva dell'ostilità che avrebbe attirato quella nomina e si propose di ufficializzare la carica durante le lunghe vacanze estive. Il motivo di questa ostilità è presto spiegato: Gell non era mai stato un delegato, era quindi un estraneo per il collegio che avrebbe dovuto dirigere e inoltre, pur avendo studiato a Oxford, non aveva mai messo piede nella casa editrice mostrando un evidente disinteresse per le attività della OUP al tempo dei suoi studi. Infine, dopo la laurea, Gell si era "sporcato le mani" in città con il commercio, attività invisa a una cerchia di eruditi accademici come quella dei delegati. Le paure di Jowett si dimostrarono fondate e l'inizio della carriera di Gell fu segnato da malumori in quanto egli propose, a poca distanza dalla sua elezione, di rivoluzionare completamente la casa editrice, rivelando una certa mancanza di tatto di fronte al conservativo collegio dei delegati. D'altro canto, Gell cercò e ottenne un forte supporto dal suo alleato Frowde con cui fino al 1898 riuscì ad ampliare tanto il numero e il genere delle pubblicazioni quanto a raggiungere sempre più larghe fasce di pubblico. Dal 1898 insieme con i suoi problemi di salute, iniziò anche la diminuzione dei suoi contributi alla gestione della casa editrice.I delegati, a quel punto, colsero l'occasione di licenziarlo con una nota di fine servizio in palese violazione del suo contratto di assunzione. Gell, tuttavia, fu convinto a non ribellarsi e a lasciare la OUP senza creare polveroni. Bisogna dire a tal proposito che i Delegati non si opposero mai direttamente contro Gell ma in ogni loro intervento era evidente una vena di antipatia dovuta al fatto che per essi la OUP era e doveva assolutamente rimanere una associazione di accademici molto elitaria e non diventare un'azienda internazionale.

### XX secolo
Charles Cannan che era stato il successore di Gell proposto dai Delegati assunse la sua carica nel 1898 e Humphrey S. Milford, il suo giovane collega, fu il successore dell'alleato di Gell, ovvero Frowde, a partire dal 1907. Entrambi Milford e Cannan erano uomini di Oxford che ben conoscevano il sistema dall'interno.Cannan era conosciuto per il suo terrificante silenzio e Milford aveva un'innata capacità di sparire da una stanza come il Gatto del Cheshire, salvo poi riapparire da chissà dove per impartire ordini ai suoi sottoposti e farli letteralmente saltare. Al di là di questi racconti quasi aneddotici sulle loro personalità, i due uomini d'affari oltre che accademici avevano anche una chiara visione dello stato delle cose, sapevano alla perfezione quello che andava fatto e non mancarono di impegnarsi per questo. Milford nel frattempo fece anche l'accordo, già citato, con la Hodder & Stoughton per la fondazione della società per azioni. Un risultato importante della collaborazione di Milford e Frowde che influenzerà la crescita della casa editrice fino ai nostri giorni fu l'espansione tramite creazione di filiali dell'azienda in numerose altre parti del mondo.

## La diffusione oltreoceano
Gli sforzi, già citati, di Milford per la diffusione delle pubblicazioni OUP oltreoceano furono davvero encomiabili e nel 1906 erano già pronti i piani di espansione con filiali nell'Estremo Oriente e in India. N. Graydon fu il primo inviato nel 1907 e di nuovo nel 1908 nelle nazioni orientali. A.H. Cobb lo sostituì nel 1909 e nel 1910 fu nominato rappresentante stabile della OUP in India. Nel 1911 E. V. Rieu fu assunto per viaggi lungo la Ferrovia Transiberiana e accumulò numerose esperienze in Cina e Russia prima di scendere verso l'India fermandosi qui quasi un anno assorbito da numerosi incontri con società culturali su tutto il territorio indiano. Nel 1912 ritornò a Bombay, ora nota come Mumbai. Qui affittò un ufficio e vi stabilì il primo ufficio-filiale oltreoceano della OUP.
Nel 1914 l'Europa era agitata da violente rivolte che portarono alla prima guerra mondiale. Le prime conseguenze di ciò furono la difficoltà per Oxford di approvvigionarsi delle materie prime come la carta e la sempre più difficile organizzazione delle spedizioni estere, oltre la diminuzione del personale disponibile dato che molti giovani erano stati chiamati sul fronte. Moltissimi pionieri nel campo della diffusione oltreoceano delle pubblicazioni oxfordiensi furono uccisi in battaglia. Curiosamente, i traffici tra il 1914 e il 1917 si dimostrarono in continua crescita e solo alla fine della guerra il volume d'affare iniziò a diminuire.
A causa dei danni inflitti dal conflitto mondiale, i prezzi delle materie prime e dei prodotti erano balzati alle stelle. La carta, in particolare, era importata dalle foreste del Sud America e divenne difficile reperirla. Con l'avvicinarsi degli anni trenta, pian piano la situazione tornò alla normalità e nel 1928, la OUP aveva sedi a Londra, Edimburgo, Glasgow, Lipsia, Toronto, Melbourne, Città del Capo, Bombay, Calcutta, Madras e Shanghai. Ovviamente, non tutte queste erano sedi pienamente autonome e alcune servirono all'inizio solo come deposito dei libri che venivano inviati via nave e poi rivenduti in loco. Uno di questi depositi, il più grande, era quello di Lipsia diretto da H. Bohun Beet. In Canada e Australia, i depositi erano assai piccoli e mal organizzati e si occupavano solo della diffusione di testi di letteratura d'intrattenimento o di fantascienza senza toccare i grossi settori delle pubblicazioni accademiche e dei testi religiosi. La crisi del 1929 portò a un impoverimento delle risorse americane e fu l'occasione della crescita in importanza dell'India. Da qui, originariamente punto di smistamento per i commerci in India e Australasia, partirono i primi pionieri del traffico di libri in Africa e nel Sud Est asiatico.
L'esperienza della casa editrice durante il secondo conflitto mondiale non differì di molto da quella durante la prima guerra mondiale, fatta eccezione per il fatto che ora Milford si era ritirato in pensione. Le nuove leve della OUP si diedero molto da fare per incrementare la produzione e la diffusione delle pubblicazioni e riportarono la sede principale da Londra a Oxford, lì dove la casa editrice era nata. Come qualche anno prima, la guerra rendeva difficile sia importare materiale che esportare i prodotti finiti ma questa volta, la paura di un attacco da parte degli U-Boot verso le navi che esportavano libri rendeva ancora più difficile trovare chi fosse disposto ad avventurarsi in mare aperto. I diari del periodo sono pieni di descrizioni di dolorose perdite umane ed economiche causate dall'affondamento di carichi diretti all'estero. In più il DORA, l'atto reale del 1914 impose di limitare se non sospendere tutti i commerci non utili alla guerra e molte risorse di Oxford furono utilizzate per finanziare l'industria bellica.

### India
Quando la OUP sbarcò sulle coste indiane era già molto nota per l'immenso successo ottenuto dalla pubblicazione dei Libri sacri dell'Est  editi dal filologo e orientalista Müller. L'opera constava di ben 50 grossi volumi. Anche se i costi di tale opera erano ben aldilà delle possibilità di ogni indiano medio, le biblioteche in India avevano sempre una copia dell'opera, in molti casi donata dal governo indiano stesso. Chiunque, quindi, pur non potendola acquistare, poteva facilmente consultarla e qualsiasi casa editrice indiana aveva apprezzato e discusso o recensito l'opera di Oxford. Le uniche critiche erano di carattere erudito e insistevano sulla passione di Müller per le civiltà antiche indiane contro un certo scetticismo verso la moderna civiltà orientale, tipica di molti studiosi europei. Ad ogni modo, la fama della OUP, fu essenziale in un periodo sconvolto dai conflitti come era il XX secolo, per la diffusione delle pubblicazioni britanniche. Senza grossi sforzi, si riuscì a ottenere un primo contratto per la diffusione nella provincia centrale di Madhya Pradesh a partire dal 1915. E.V. Rieu non poté occuparsi del suo incarico ancora a lungo e l'incarico di responsabile per il settore indiano passò alla moglie nel 1917. Nellie Rieu era stata una delle editrici della rivista inglese Athenaeum. È anche vero che questo era un periodo poco adatto per pensare a un'espansione in grande stile in quanto la sede centrale non avrebbe mai potuto mandare macchinari per la stampa o sovvenzionare molto la neonata filiale indiana, in quanto il governo britannico pressava Oxford con le sue richieste di supporto alla propaganda e alle azioni belliche. La stessa sede inglese non riusciva a stampare più di 30 pagine a settimana che non fossero pubblicazioni di propaganda.
Nel 1919, Rieu si ammalò gravemente e fu riportato in patria. Al suo posto venne nominato Geoffrey Cumberlege e Noel Carrington. Noel era fratello di Dora Carrington, l'artista per cui riuscì a ottenere di pubblicare le illustrazioni del testo di Don Chisciotte della Mancia per il mercato indiano. Nel 1920 Noel riuscì a fondare una filiale autonoma a Calcutta. Qui diventò amico di Edward Thompson con cui progettò gli schemi di produzione di uno dei primi libri stampati a Calcutta: l'Oxford Book of Bengali Verse. A Madras non ci fu mai, invece, una sede autonoma della OUP in quanto quel deposito era diventato proprietà di due accademici locali, poco interessati a seguire le politiche britanniche.

### Est e Sud-est asiatico
I rapporti della OUP con quest'area furono inizialmente una parte dei rapporti, ben più consistenti, intrapresi con l'India. Il primo a visitare la zona fu Graydon in uno dei suoi viaggi e si fermò nell'odierna Malaysia, Cina e Giappone anche non ottenendo molti successi. Nel 1909, due anni dopo, H. Cobb visitò gli insegnanti e gli accademici di Shanghai e scoprì che qui si vendevano moltissimi libri editi in America che erano riedizioni di testi britannici ma a basso costo. La situazione delle leggi sul copyright al momento, specie dopo il Chance Acht del 1891, era tale che le riedizioni di uno stesso testo a firma altrui non venivano considerate violazioni di copyright anche se la stessa legge non aveva valore in Gran Bretagna dove tali testi erano considerati illegali. Questa situazione fu anche alla base delle successive battaglie per una legislazione uniforme sul diritto d'autore in ognuno dei paesi coinvolti.
Negli anni venti del XX secolo, il settore asiatico della OUP si era ormai stabilito. Il nipote di Milford, R. Christopher Bradby venne assunto nel 1928 e ritornò in Inghilterra solo nel 1931, appena in tempo per sfuggire all'invasione giapponese della Manciuria, il 18 ottobre 1931. La signora Verne McNeely, scrisse una lettera di protesta alla Lega delle Nazioni. In Giappone non ci furono inviati o accordi degni di nota per quanto riguarda la OUP. La Maruzen Company era l'unico grande cliente giapponese e ottenne speciali agevolazioni nei contratti commerciali. Un'altra importante relazione commerciale fu quella fondata da Griffiths con la filiale di Sannomiya a Kōbe. Griffiths prese per questi suoi successi il 10 percento dei profitti di commissione. Edmund Bluden era stato ospite per un breve periodo all'università di Tokyo e riuscì più tardi a creare dei legami con la OUP e gli accademici locali oltre che con le case editrici giapponesi. Un ultimo importante affare fu proposto dal Giappone stesso: il Hornby's Advanced Learner's Dictionary. Oggi i rapporti con Hong Kong, ad esempio, sono fittissimi ed esiste anche l'etichetta cinese Keys Press (啟思出版社) che pubblica libri di lingua cinese per conto della OUP.

### Nord America
La diffusione in Nord America si consolidò già a partire dal 1896 con la sede in 91th Fifth Avenue a New York. L'obiettivo primario che aveva reso necessaria questa sede-deposi 

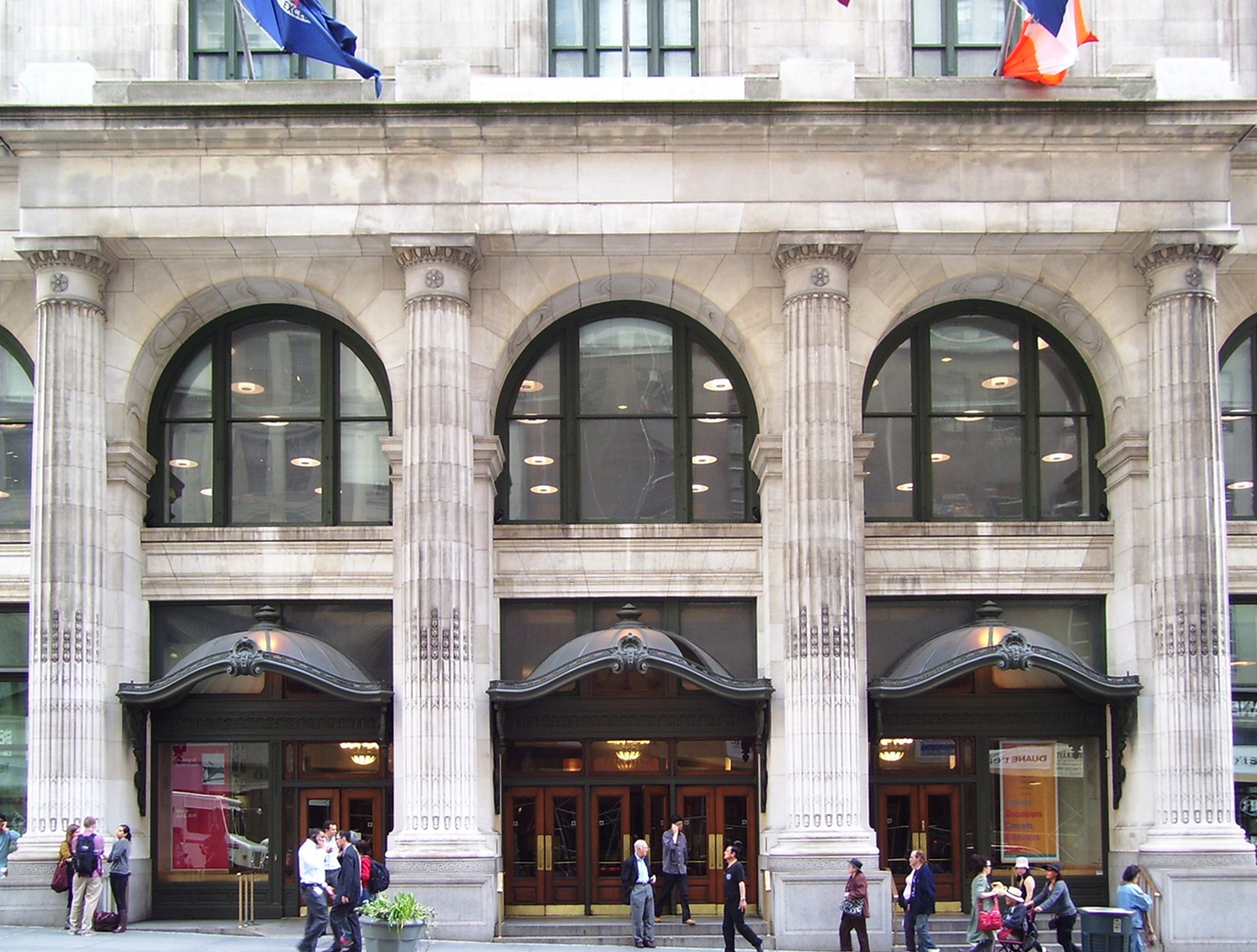
Sede della OUP negli Stati Uniti d'America

to era stato quello di avere un appoggio per la distribuzione delle Bibbie stampate a Oxford. In seguito e soprattutto con l'operato di Macmillan arrivarono in America libri d'ogni genere. Il vero periodo aureo di questa sede fu quello tra il 1928 e il 1936 in cui la sede di New York diventò il punto di riferimento per ogni altra sede dell'OUP presente negli USA. Negli anni venti la sede fu spostata a 200 Madison Avenue (in un palazzo condiviso con la rivale Putnam Publishing) e poi in seguito a 198 Madison Avenue che era stato il quartier generale della B. Altman & Company.

### Sud America
Nel dicembre 1909 Cobb ritornò a occuparsi della distribuzione in Asia. Una delle sue proposte fu quella di fondare un gruppo che unisse aziende interessate al commercio in America del Sud. Milford su subito entusiasta dell'idea. A quel punto Cobb contattò e assunse un nuovo responsabile di nome Steer che aveva il compito di viaggiare e sondare il campo in Brasile, Argentina, Uruguay, Cile e possibilmente anche altrove per poi redigere una prima relazione su cui orientarsi. La OUP sostenne economicamente i viaggi che, tuttavia, si rivelarono un disastro; Steer fu richiamato in Inghilterra prima che avesse completato metà del suo viaggio e al riportare i suoi numerosi insuccessi non si vide neanche rimborsare le spese di viaggio sostenute che erano state calcolate per 210 £. La casa editrice si vide poi costretta a rimborsare almeno l'80% dei libri che aveva acquistato lì. Nessun ufficio fu aperto, comunque, in America del Sud, almeno per quanto riguarda il XX secolo.

### Sud Africa
L'espansione in Africa iniziò durante gli anni sessanta e per l'inizio riguardò soltanto la pubblicazione di autori locali e alcuni volumi generali o di carattere enciclopedico. I territori su cui la OUP ebbe contatti possono essere generalmente ristretti al Sud del continente e in particolare al Botswana, Lesotho, Swaziland e Namibia, così come anche in Sudafrica solo per citare i maggiori stati in cui era presente. In particolare, la sede in Sudafrica era tra le tre maggiori filiali estere nel mondo anche se concentrava la sua attenzione solo sui dizionari, testi scolastici e atlanti. Nel 2008 questa stessa sede ha iniziato una intensa collaborazione con la Mandela Rhodes Foundation per sostenere le istituzioni universitarie per degli abitanti sudafricani.

## Pubblicazioni nel settore musicale
Prima del XX secolo, le pubblicazioni della OUP di spartiti o riguardanti il settore musicale erano state solo occasionali o si fermavano a libri di teoria della musica. Era anche stato pubblicato nel 1899 il volume The Yattendon Hymnal e nel 1906 The English Hymnal, sotto la supervisione di Percy Dearmer e di Ralph Vaughan Wiliams. L'opera di Sir Wiliam Henry Hadow, Oxford History of Music era stato stampato tra il 1901 e il 1905. A parte questi esempi citati, come è stato già detto, altre pubblicazioni in questo settore erano state davvero rare. Suitcliffe annota che "nel XIX secolo a Oxford, l'idea che la musica potesse essere educativa non era per niente diffusa" e bisogna anche dire che pochi tra i Delegati alla casa editrice avevano, per primi, ampie conoscenze in fatto di musica.
A Londra, comunque, Milford coltivò anche una certa passione per la musica, in particolar modo per quella religiosa. Nel 1921 assunse anche un organista, Hubert J. Foss per supervisionare alcuni lavori inerenti alla musica. Questa collaborazione portò alla pubblicazione di alcuni saggi su famosi compositori e musicisti, i cui lavori erano spesso trasmessi via radio. Gli sforzi di Milford in questo settore furono contenuti e neanche lui sapeva molto di quello che stava facendo. Un pamphlet pubblicato nel 1973 afferma che a quel tempo, la OUP non aveva nessun commercio musicale, non aveva rappresentanti che diffondessero le pubblicazioni di spartiti e nessuna idea di cosa differenziasse un libro da uno spartito. Tra le operazioni lungimiranti di Milford si devono ricordare l'acquisizione della Anglo-French Music Company e l'assunzione di Norman Peterkin, un modesto musicista dell'epoca come addetto alle vendite del settore musicale. Nel 1923, inoltre, fondò il dipartimento addetto alla musica della OUP con suoi propri uffici in Amen House e con Foss come suo primo editore.
Foss si adoperò per fare il più possibile nel minor tempo possibile producendo circa 200 pubblicazioni all'anno nel solo settore musica. Otto anni dopo, nel catalogo erano presenti almeno 1750 titoli. La prima fatica fu la stampa dell'Oxford Choral Songs, assieme all'editore W.G. Whittaker. Questa serie, insieme alla Oxford Church Music e al Tudor Church Music continua tuttora.
Il piano di lavoro proposto a Milford diede origine, nel 1927, al Heritage of Music (altri due volumi vedono la luce nei 30 anni seguenti). Altri lavori di critica musicale compariranno negli anni successivi e poi confluiranno nel Oxford Companion to Music. 
Foss aveva anche un altro pregio: la capacità di scovare nuovi compositori nell'ambito di quella che riteneva essere la musica tipicamente inglese; sicuramente ciò conveniva alla OUP in quanto, trattandosi di compositori praticamente sconosciuti, la OUP poteva aggiudicarsene l'esclusiva, e assicurava tra l'altro visibilità a contributi altrimenti ignorati. Hinnells a tal proposito dice che il primo periodo del dipartimento musicale della OUP era: "un misto di erudizione e nazionalismo". Con ciò Hinnells intendeva che la OUP si arricchì di studi su autori di nicchia (erudizione), ma tentò anche di contrastare il dominio della musica tedesca, opponendovi il modello inglese (nazionalismo).
Tra i principali autori che Foss aveva pubblicato c'erano Ralph Vaughan Williams, William Walton, Constant Lambert, Alan Rawsthorne, Peter Warlock, Edmund Rubbra e altri compositori inglesi. Anche se il Music Department crescesse in quantità di pubblicazioni, in diffusione e reputazione sia tra i musicisti che tra il pubblico comune, la questione degli scarsi introiti ridivenne centrale negli anni trenta. Milford aveva sostenuto fortemente il nuovo dipartimento nei suoi anni iniziali, ma egli stesso dovette fronteggiare la crescente opposizione dei Delegati che rimproveravano il continuo dispendio economico che questo comportava. Secondo la loro visione delle cose, le attività della Amen House dovevano essere tanto accademiche nel contenuto quanto remunerative. Il settore dei libri era stato progettato per lavorare rapidamente, mentre nella concezione di Foss, il Dipartimento di musica doveva essere impostato per un lavoro a lungo termine, investendo almeno all'inizio molte risorse nel sostegno ai musicisti. Il 1939 fu il primo anno in cui il dipartimento diede i suoi frutti. Dopo la crisi del 1929 crebbe l'attenzione verso la musica anche dal punto di vista accademico e il dipartimento di musica, organizzato secondo le proposte di Foss, si dimostrò un ottimo punto di riferimento tanto per le attività accademiche quanto per le aziende di distribuzione e registrazione. Nello stesso periodo però Foss si ammalò e inoltre, a causa della guerra era difficile reperire le materie prime per la produzione, cosicché Foss si dimise nel 1941 e gli uffici vennero spostati da Oxford a Londra. A capo del dipartimento gli successe Peterkin.

## Importanti serie, pubblicazioni e collaborazioni

### Atlanti
- Atlas of the World Deluxe
- Atlas of the World
- New Concise World Atlas
- Essential World Atlas
- Pocket World Atlas

### Bibbie
- Oxford Annotated Bible
- Oxford Hebrew Bible
- Oxford Lectern Bible
- Scofield Reference Bible

### Bibliografie
- Oxford Bibliographies Online

### Brevi lezioni di psicologia(in collaborazione conMind)[56]
- Sogni, di J. Allan Hobson
- Memoria, di Jonathan K. Foster
- Intelligenza, di Ian J. Deary
- Follia, di Andrew Scull
- Sessualità, di Veronique Mottier
- Apprendimento, di Mark Haselgrove
- Adolescenza, di Peter K. Smith
- Emozioni, di Dylan Evans
- Ansia, di J. Freeman e D. Freeman
- Amore, di Ronald de Sousa
- Sonno, di S.W. Lockley e R.G. Foster
- Depressione, di M.J. Scott e J. Tacchi
- Pensiero e ragionamento, di Jonathan St.B.T. Evans
- Identità, di Florian Coulmas
- Coscienza, di Susan Blackmore
- Percezione, di Brian Rogers
- Autismo, di Uta Frith
- Felicità, di Daniel M. Haybron
- Psicologia infantile, di Usha Goswami
- Criminologia, di Tim Newburn
- Psicoterapia, di Tom Burns e Eva Burns-Lundgren
- Schizofrenia, di Chris Frith e Eve C. Johnstone
- Invecchiamento, di Nancy A. Pachana
- Farmaci e sostanze, di Les Iversen

### Corsi di lingua inglese
- Headway
- Streamline
- English File
- Everybody Up
- Let's Go
- Potato Pals
- Read with Biff, Chip & Kipper
- Hig spirits, corsi scolastici

### Dizionari
- Oxford English Dictionary
- Compact Oxford English Dictionary

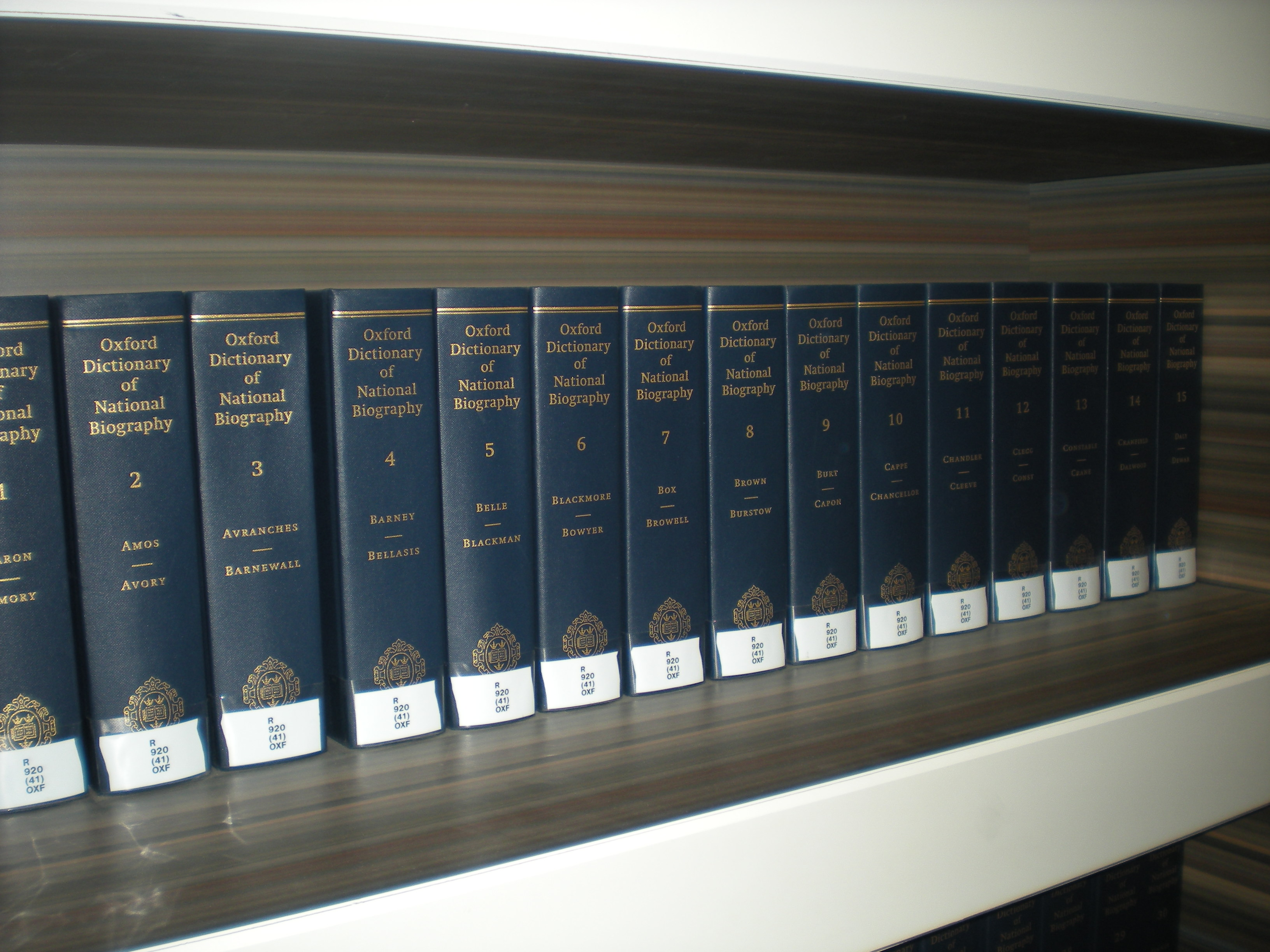
Serie dei Dizionari Oxford

  - Compact Editions of the Oxford English Dictionary
  - Compact Oxford English Dictionary of Current English
- Concise Oxford English Dictionary
- Oxford Dictionary of National Biography
- Oxford Advanced Learner's Dictionary

### Letteratura Classica
- Scriptorum Classicorum Bibliotheca Oxoniensis, conosciuto anche come Oxford Classical Texts

### Storia
- Oxford History of England
- Oxford History of the United States
- Oxford History of Islam

### Studi orientali
- The Religious Books of the Sikhs
- Sacred Books of the East
- Rulers of India series
- The Early History of India

## Riviste scientifiche
La OUP pubblica moltissime riviste accademiche di importanza internazionale. È stata la prima a introdurre un sistema di accesso online (il Nucleic Acids Research) e la prima a introdurre il Hybrid open access journals.

## Oxfordreference
Oxfordreference è un indice bibliografico della Oxford University Press, nel quale (al 2019) sono consultabili gratuitamente oltre 2 milioni di lemmi, provenienti da 417 pubblicazioni, a copertura di 22 aree tematiche. Sono visibili i record bibliografici, la copertina e un estratto della prefazione delle pubblicazioni.

## Sostegno allo studio
Oxford University Press finanzia il Clarendon Fund, che eroga prestigiose borse di studio per la frequenza dell'Università di Oxford.